# José Luis Cuéllar
José Luis Cuéllar, más conocido como Niño, es un futbolista mexicano retirado que jugaba en la posición de defensa central. Jugó para el Club Deportivo Guadalajara de 1957 a 1962.
Se inició en las filas del equipo Azteca de El Salto, Jalisco y después pasó por el Club Deportivo Río Grande. Llega al Club Deportivo Guadalajara como reservista, y es incluido en el primer equipo para afrontar las competiciones de la Copa México y la Copa de Oro de Occidente de la temporada 1957-58.

## Clubes
| Club        | País   | Año         |
| ----------- | ------ | ----------- |
| Guadalajara | México | 1957 - 1962 |

## Palmarés

### Campeonatos regionales
| Título                   | Club                       | País   | Año  |
| ------------------------ | -------------------------- | ------ | ---- |
| Copa de Oro de Occidente | Club Deportivo Guadalajara | México | 1960 |

### Campeonatos nacionales
| Título                    | Club                       | País   | Año     |
| ------------------------- | -------------------------- | ------ | ------- |
| Primera división mexicana | Club Deportivo Guadalajara | México | 1958/59 |
| Campeón de Campeones      | Club Deportivo Guadalajara | México | 1959    |
| Primera división mexicana | Club Deportivo Guadalajara | México | 1959/60 |
| Campeón de Campeones      | Club Deportivo Guadalajara | México | 1960    |
| Primera división mexicana | Club Deportivo Guadalajara | México | 1960/61 |
| Campeón de Campeones      | Club Deportivo Guadalajara | México | 1961    |